# Попович, Милентие
Милентие Попович (серб. Милентије Поповић; 7  июля 1913, Црна-Трава, близ Лесковаца, Австро-Венгрия — 8 мая 1971, Белград, СФРЮ) — югославский государственный деятель, председатель Союзной скупщины СФРЮ (1967—1971), Народный герой Югославии.

## Биография
Окончил гимназию и инженерный факультет Белградского университета.
В 1930-е гг. участвовал в студенческом движении, вёл революционную работу среди рабочих и интеллигенции. С 1939 — член КПЮ. Был инструктором Белградского окружного комитета КПЮ, с января 1941 г. — член Сербского краевого комитета КПЮ, во второй половине 1941 г. некоторое время был секретарем Белградского окружного комитета КПЮ.
В 1941—1945 гг. участвовал в народно-освободительной войне народов Югославии, занимал руководящие военные и политические посты в Сербии, Черногории, Боснии и Герцеговине. В ноябре 1943 г. избран в состав Антифашистского вече народного освобождения Югославии.
В послевоенное время занимал ряд ответственных государственных и партийных должностей:
- 1944—1945 гг. — комиссар внутренних дел Сербии,
- 1945—1948 гг. — председатель комиссии по планированию Народной Республики Сербия,
- 1947—1953 гг. — министр внешней торговли и министр финансов ФНРЮ,
- с 1953 г. — член Союзного исполнительного вече,
- 1958—1962 гг. — председатель Союзного совета по научной работе,
- 1963—1966 гг. — генеральный секретарь Союзного комитета Социалистического союза трудового народа Югославии (ССТНЮ),
- 1966—1967 гг. — заместитель председателя Союзной конференции ССТНЮ.

С 1967 г. — председатель Союзной скупщины СФРЮ.
Член ЦК СКЮ (с 1948), член Президиума ЦК СКЮ (с октября 1966).